# Welch Mountains
Die Welch Mountains sind eine weithin dominierende Gruppe von Bergen mit Höhen von bis zu 3015 m im Palmerland auf der Antarktischen Halbinsel.  Sie ragen etwa 40 km nördlich des Mount Jackson am Ostrand des Dyer-Plateaus auf. Höchste Erhebung im westlichen Gebirgskamm ist Mount Acton.
Vermutlich wurden die Berge erstmals 1935 bei einem Überflug durch den US-amerikanischen Polarforscher Lincoln Ellsworth gesichtet. Eine Kartierung der nördlichen Ausläufer folgte 1936 bei einer Erkundung mittels Hundeschlitten im Rahmen der British Graham Land Expedition (1934–1937) durch den australischen Polarforscher John Rymill. Im Jahr 1940 unternahmen Wissenschaftler der United States Antarctic Service Expedition (1939–1941) Vermessungen auf dem Landweg und mittels Luftaufnahmen. Die detaillierte Kartierung nahm der United States Geological Survey im Jahr 1974 vor. Das Advisory Committee on Antarctic Names benannte sie 1971 nach Konteradmiral David Fife Welch (1918–2005), Kommandeur der Unterstützungseinheiten der United States Navy in Antarktika von 1969 bis 1971.